# Nommoc
nommoc（ノモック）は、日本の配車サービス、およびサービスを提供する企業名。
2018年5月に株式投資型クラウドファンディングで資金調達を募った際には、目標金額5000万円を4分30秒で達成したことで注目を集めた。

## 概要
利用客が車内にあるスクリーンに表示される広告を見ることによって無料で移動できるサービスであり、アメリカ合衆国でサービス展開しているUberやLyftといったライドシェアサービスとはまったく異なる。
アプリで事前登録を済ませた利用客が乗降車地点を指定すれば、ノモックのラッピングカーが迎車されてくる。

## 類似サービスとの違い
MOV（DeNA）
2018年12月に「PROJECT MOV」第1弾として、乗客の利用料金が無料となる「0円タクシー」を走行させた。
利用客が本来支払う利用料金は、契約スポンサーとMOVとの間の広告宣伝費によって賄うビジネスモデルであり、契約スポンサーは、MOVで配車できるタクシーの車体ラッピングや、車内での自社商品・サービスの宣伝を通じて、認知獲得や購買増へとつなげる。
初回スポンサーは日清食品の「どん兵衛」だった。
ノモックは、タクシーに広告を掲載するのではなく、広告効果をより高める媒体としてタクシーや移動サービスを有効活用するという考え方である。

## 設立の経緯
ノモックを立ち上げた吉田拓巳は、「高単価で、より高い広告効果」を考え、「移動中の車内」に着目した。吉田はタクシー業界に関心があったわけではなかったが、「1人でいる空間」であって、「乗り降りする場所のデータ」があることは、広告を打つ媒体として最適であると判断した。一例として、同じ20代の女性であっても、「銀座によく行く女性」と「下北沢に住んでいる女性」とでは、ファッションや商品の嗜好は異なってくる。ノモックだと、利用者が事前にアプリをダウンロードして、性別、年代、関心事項などを登録し、ノモックに乗る場所、降車予定の場所、利用する時間帯に合わせて細かく利用者の興味や関心を推測することによって、より成果につながる、高単価な広告を流せると考えたのである。

## 履歴
- 2018年
  - 4月に福岡県福岡市で設立[3]。
  - 5月に株式投資型クラウドファンディングで資金調達を募り、目標金額5000万円を達成[1]。
  - 福岡県の国家戦略特別区域にて8台で試験運用を行う[2]。
- 2019年
  - 8月22日、東京エリアでのβテスト実施を予告[4]。
  - 9月5日、正式にローンチ[5]。9月5日から10月31日の乗客満足度は97%と公表されている[5]。

2020年には日本全国の主要都市での展開も開始、日本国外への進出も検討されていた。
コロナ禍のため、サービスを停止中。